# Wajib
Wajib är ett begrepp inom islamisk rättslära (fiqh) som ofta används som en synonym till fard. Begreppet har samma innebörd, det vill säga  "plikt" , "obligatoriskt", i alla rättskolor (madhhab) förutom hanafi, som gör skillnad mellan fard och wajib. Enligt hanafi-skolan är fard en plikt som definieras på ett klart och uttryckligt sätt i Koranen eller sunna. Om ett påbud grundas på hadith som meddelades bara av en eller två personer (ahad hadith) kallas det wajib. Wajib är den andra nivån i kategorin "plikt" i graderingssystemet "al-ahkam al-khamsah". Alla vuxna muslimer (mukkalif) är skyldiga att göra handlingar som är fard och wajib. Skillnaden ligger dock i följande: om en muslim ifrågasätter fard som en plikt räknas han som otrogen och är inte muslim, men om han ifrågasätter handlande som är wajib och underlåter dem blir han syndare. Att förrätta salat witr eller bajram salat under Eid al-Fitr är ett exempel på wajib.